# 哈布斯堡王朝君主列表
哈布斯堡王朝的家族成員曾出任神聖羅馬帝國皇帝，奧地利公爵、大公、皇帝，匈牙利國王，波希米亞國王，西班牙國王，葡萄牙國王，墨西哥皇帝和意大利若干公國的公爵。
該列表將詳細列出各位出任以上職位的哈布斯堡家族成員，其中的年期代表着各君主的在位期，而非生逝。

## 奧地利系君主列表
哈布斯堡家族自13世紀起，勢力逐漸在德國南方和奧地利擴散，漸漸成為神聖羅馬帝國內實力最強大的家族，多位成員被選為罗马人民的国王及神聖羅馬皇帝，於此同時通過聯姻取得西班牙、匈牙利和波希米亞王位。在神聖羅馬帝國终结之際，哈布斯堡家族改称奥地利皇帝，但最終在第一次世界大战后的洪流中覆没，在1918年被驅離各國王位。
以下君主名字譯自其原有語言，德奧系君主名譯自德語，匈牙利君主稱號譯自匈牙利語，波希米亞君主號譯自捷克語。
| 圖片               | 稱號 | 統治始於                                                   | 統治終於                                                |
| ------------------ | --- | ---------------------------------------------------------- | ------------------------------------------------------- |
| 哈布斯堡皇朝       | |                                                            |                                                         |
|                    | 罗马人民的国王魯道夫一世Rudolf I. Römisch-deutsche König 奥地利公爵魯道夫一世 施蒂里亚公爵魯道夫一世                                                                                            | 1273年9月29日                                              | 1291年7月15日                                           |
|                    | 罗马人民的国王阿尔布雷希特一世 Albrecht I. Römisch-deutsche König | 1298年6月24日                                              | 1308年5月1日                                            |
|                    | 波希米亞国王魯道夫三世 Rudolf I. Habsburský, Král český 奥地利公爵 施蒂里亚公爵 | 1306年10月6日                                              | 1307年7月4日                                            |
|                    | 罗马人民的国王阿尔布雷希特二世 Albrecht II. Römisch-deutsche König 匈牙利国王奥尔贝特 Albert Magyar király 波希米亞国王阿尔布雷赫特 Albrecht II. Habsburský, Král český 奥地利公爵 施蒂里亚公爵 | 1438年3月18日 1437年12月18日 1437年12月27日                | 1439年10月27日                                          |
|                    | 匈牙利国王拉斯洛五世 V. László Magyar király 波希米亞国王拉吉斯拉夫一世 Ladislav Pohrobek, Král český                                                                                           | 1440年5月15日 1453年10月19日                               | 1457年11月23日                                          |
|                    | 神聖羅馬帝国皇帝腓特烈三世 | 1440年2月2日 1452年3月16日                                 | 1493年8月19日                                           |
|                    | 神聖羅馬帝国皇帝馬克西米連一世 | 1493年8月19日 1508年2月4日                                 | 1519年1月12日                                           |
|                    | 神聖羅馬帝国皇帝查理五世 即西班牙国王卡洛斯一世 | 1519年6月17日 1530年2月14日                                | 1556年9月12日                                           |
| 奧地利哈布斯堡皇朝 | |                                                            |                                                         |
|                    | 神聖羅馬帝国皇帝斐迪南一世 匈牙利王斐迪南一世 波希米亞国王斐迪南一世 | 1531年1月5日 1556年9月12日 1526年12月17日 1526年10月24日   | 1564年7月25日                                           |
|                    | 神聖羅馬帝国皇帝馬克西米連二世 匈牙利国王米克绍 波希米亞国王馬克西米連 | 1562年11月22日 1564年7月25日 1563年9月8日 1549年2月19日    | 1576年10月12日                                          |
|                    | 神聖羅馬帝国皇帝魯道夫二世 匈牙利国王魯道夫一世 波希米亞国王魯道夫二世 | 1575年10月27日 1576年11月2日 1572年9月25日 1575年9月6日    | 1612年1月20日 1612年1月20日 1608年6月25日 1611年5月23日 |
|                    | 神聖羅馬帝国皇帝馬提亞斯 匈牙利国王馬加什二世 波希米亞国王马加什 | 1612年6月13日 1608年11月16日 1611年5月23日                 | 1619年3月20日                                           |
|                    | 神聖羅馬帝国皇帝斐迪南二世 匈牙利国王斐迪南二世 波希米亞国王斐迪南二世 | 1619年8月28日 1618年5月18日 1617年6月6日                   | 1637年2月15日                                           |
|                    | 神聖羅馬帝国皇帝斐迪南三世 匈牙利国王斐迪南三世 波希米亞国王斐迪南三世 | 1636年12月22日 1637年2月15日 1625年11月26日 1627年11月21日 | 1657年4月2日                                            |
|                    | 罗马人民的國王斐迪南四世 匈牙利国王斐迪南四世 波希米亞国王斐迪南四世 | 1653年5月31日 1647年6月16日 1646年6月23日                  | 1654年7月9日                                            |
|                    | 神聖羅馬帝国皇帝利奧波德一世 匈牙利国王利波特一世 波希米亞国王利奧波德一世 | 1658年7月18日 1655年6月27日 1655年9月14日                  | 1705年5月5日                                            |
|                    | 神聖羅馬帝国皇帝約瑟夫一世 匈牙利国王約瑟夫一世 波希米亞国王約瑟夫一世 | 1690年1月23日 1705年5月5日 1687年12月9日 1705年5月5日      | 1711年4月17日                                           |
|                    | 神聖羅馬帝国皇帝查理六世 匈牙利国王查理三世 波希米亞国王查理二世 | 1711年10月27日 1711年4月17日                               | 1740年10月20日                                          |
|                    | 奥地利女大公玛丽亚·特蕾西娅 匈牙利女王玛丽亚·特雷西娅 波希米亞女王玛丽亚·特雷西娅 | 1740年10月20日                                             | 1780年10月29日                                          |
| 哈布斯堡-洛林皇朝  | |                                                            |                                                         |
|                    | 神聖羅馬帝国皇帝弗朗茨一世 | 1745年9月13日                                              | 1765年8月18日                                           |
|                    | 神聖羅馬帝国皇帝约瑟夫二世 匈牙利及波希米亞国王约瑟夫二世 | 1764年3月24日 1765年8月18日 1780年11月29日                 | 1790年2月20日                                           |
|                    | 神聖羅馬帝国皇帝利奥波德二世 匈牙利国王利波特二世 波希米亞国王利奥波德二世 | 1790年9月30日 1790年2月20日                                | 1792年3月1日                                            |
|                    | 神聖羅馬帝国皇帝弗朗茨二世 奧地利皇帝弗朗茨一世 波希米亞国王弗朗齐谢克一世 匈牙利国王费伦茨一世                                                                                                 | 1792年7月7日 1804年8月11日 1792年3月1日                    | 1806年8月6日 1835年3月2日                               |
|                    | 奧地利皇帝斐迪南一世 匈牙利国王斐迪南五世 波希米亞国王斐迪南五世 | 1835年3月2日 1830年9月28日 1835年3月2日                    | 1848年12月2日                                           |
|                    | 奧地利皇帝弗朗茨·约瑟夫一世 匈牙利国王费伦茨·约瑟夫一世 波希米亞国王弗朗齐歇克·约瑟夫一世 | 1848年12月2日                                              | 1916年11月21日                                          |
|                    | 墨西哥皇帝马西米连诺一世 | 1864年4月10日                                              | 1867年5月15日                                           |
|                    | 奧地利皇帝卡爾一世 匈牙利国王卡洛依四世 波希米亞国王卡莱尔三世 | 1916年11月21日                                             | 1918年11月11日 1918年11月13日 1918年11月11日            |

## 西班牙系君主列表
哈布斯堡王室，通過神聖羅馬帝国皇帝馬克西米連一世的長子腓力王子和剛統一的西班牙儲君胡安娜公主的聯姻，接收了西班牙統一的果實。
而他們二人的長孫腓力二世繼西班牙王位後的1580年，葡萄牙出現王位繼承危機。哈布斯堡王室通過此前和葡萄牙的阿維什王室的聯姻，得以繼承葡萄牙的大統。
| 圖片               | 稱號                                                                       | 統治始於                    | 統治終於                    |
| ------------------ | -------------------------------------------------------------------------- | --------------------------- | --------------------------- |
| 哈布斯堡王朝       |                                                                            |                             |                             |
|                    | 卡斯蒂利亚及莱昂国王費利佩一世                                             | 1504年11月27日              | 1506年9月25日               |
|                    | 卡斯蒂利亚及莱昂国王卡洛斯一世 阿拉貢國王卡洛斯一世 即神聖羅馬皇帝查理五世 | 1516年1月23日               | 1556年1月16日               |
| 西班牙哈布斯堡王朝 |                                                                            |                             |                             |
|                    | 西班牙王费利佩二世 葡萄牙王腓力一世                                        | 1556年1月16日 1581年4月17日 | 1598年9月13日               |
|                    | 西班牙王費利佩三世 葡萄牙王腓力二世                                        | 1598年9月13日               | 1621年3月31日               |
|                    | 西班牙王費利佩四世 葡萄牙王腓力三世                                        | 1621年3月31日               | 1665年9月17日 1640年12月1日 |
|                    | 西班牙王卡洛斯二世                                                         | 1665年9月17日               | 1700年11月1日               |

## 意大利諸公國公爵（哈布斯堡-洛林王朝）
意大利位於奧地利的正南方，因此歷任哈布斯堡君主都有意南進，佔領或爭奪意大利境內的領地和公國，以保帝國南疆不受威脅。
1735年，洛林公爵弗朗索瓦三世（全名为弗朗索瓦·斯蒂芬）在与波兰廢王斯坦尼斯瓦夫二世·奥古斯特·波尼亚托夫斯基用洛林换得托斯卡纳。隨著次年洛林公爵和哈布斯堡王朝继承人玛丽亚·特蕾西娅的聯姻，扥斯卡納大公國被併入哈布斯堡領地。而大公國最終在1859年被薩伏依王室併入新成立的意大利王國。
1814年，拿破崙戰敗後，摩德纳公國被授與哈布斯堡-洛林王室的一個旁支，但最終在1859年被薩伏依王室併入新成立的意大利王國。而帕爾瑪公國則被授與法皇拿破仑一世的第二任妻子作為食邑，而公國在1847年归还波旁王朝。
| 圖片         | 稱號                                                      | 統治始於                                 | 統治終於                                   |
| ------------ | --------------------------------------------------------- | ---------------------------------------- | ------------------------------------------ |
| 托斯卡纳大公 |                                                           |                                          |                                            |
|              | 托斯卡纳大公弗朗切斯科二世 即神圣罗马皇帝弗朗茨一世       | 1737年7月9日                             | 1765年8月18日                              |
|              | 托斯卡纳大公利奥波多一世 後即位為神聖羅馬皇帝利奥波德二世 | 1765年8月18日                            | 1790年7月22日                              |
|              | 托斯卡纳大公斐迪南三世                                    | 1790年7月22日 1799年7月7日 1814年4月27日 | 1799年3月27日 1800年10月15日 1824年6月18日 |
|              | 托斯卡纳大公利奥波多二世                                  | 1824年6月18日 1849年4月12日              | 1849年2月21日 1859年7月21日                |
|              | 托斯卡纳大公斐迪南四世                                    | 1859年7月21日                            | 1859年8月16日                              |
| 摩德纳公爵   |                                                           |                                          |                                            |
|              | 摩德纳公爵弗朗切斯科四世                                  | 1814年2月9日 1831年3月9日                | 1831年2月9日 1846年1月21日                 |
|              | 摩德纳公爵弗朗切斯科五世                                  | 1846年1月21日 1849年8月14日              | 1848年3月24日 1859年6月13日                |
| 帕爾瑪公爵   |                                                           |                                          |                                            |
|              | 帕爾瑪公爵玛丽亚·路易莎 奧皇弗朗茨之女 拿破仑第二任皇后   | 1814年4月11日                            | 1847年12月17日                             |

## 奧匈帝國覆亡後哈布斯堡-洛林家族首領
1918年，奧匈帝國被德意志-奧地利共和國與匈牙利民主共和國取代，末代奧皇卡爾被迫流亡海外。末代皇太子奧托於1961年宣佈放棄帝位，後於1966年獲准返回奧地利定居。後來更當選為歐洲議會中德國的代表。
- 卡爾一世，1918年-1922年，末代奧皇
- 齐塔·波旁-帕爾瑪，1922年-1930年，末代奧地利皇后，卡爾皇帝之妻，財產監護人
- 奧托·馮·哈布斯堡，1922年至2007年，末代皇太子，卡爾皇帝和齐塔皇后之長子
- 卡爾·馮·哈布斯堡，2007年至今

## 參看
- 哈布斯堡王朝
- 奧地利哈布斯堡王朝
- 西班牙哈布斯堡王朝
- 哈布斯堡-洛林王朝

## 備註
1. ↑  斐迪南一世1527年是由一個敵對匈牙利國會選出，1538年2月24日被廢，1540年7月17日被合法國會選為匈牙利國王
2. ↑  1619年9月28日至1620年11月13日波希米亞國會曾另立新君
3. ↑  1707年6月13日至1711年2月11日匈牙利國會曾廢黜約瑟夫一世
4. ↑  1741年12月7日至1745年1月20日波希米亞國會曾另立新君
5. ↑  由於皇帝斐迪南一世时会颠痫症发作而不能視事，自1836年12月25日帝國政務由部長大臣會議攝理
6. ↑  1848年的革命浪潮在當年便蔓延至匈牙利，並導致當地反哈布斯堡王朝的獨立戰爭的爆發，1849年4月14日匈牙利更宣佈獨立，廢黜弗朗齐歇克·約瑟夫一世的君主之位，其後俄國出兵鎮壓，弗朗齐歇克·約瑟夫一世得以在同年8月13日復位。
7. ↑  在法皇拿破仑三世的慫恿下，奧地利大公馬克西米連接受了墨西哥的皇位，但很快就被共和革命份子推翻，落得被槍決的悲慘下場。
8. ↑  腓力一世以卡斯蒂利亚女王胡安娜的王夫身分取得卡斯蒂利亚及莱昂国王的稱號。
9. ↑  最初其母胡安娜女王因被疑精神失常而被关在宫中，卡洛斯一世为其共治国王和摄政。1555年4月12日胡安娜驾崩後，他才正式繼承了亚拉冈、卡斯蒂利亚及莱昂的王位。